# LAPB

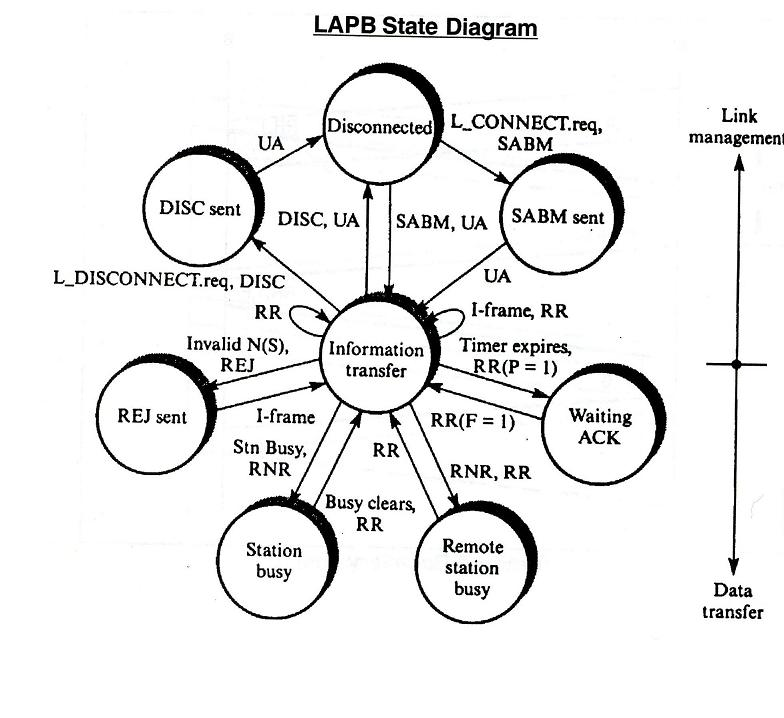
Diagrama d'estat LAPB

LAPB (Link Access Procedure, Balanced) és un protocol de nivell d'enllaç de dades dins el conjunt de protocols de la norma norma X.25. LAPB està orientat al bit i deriva de l'HDLC, del qual és un subconjunt. HDLC treballa amb 3 tipus d'estacions, en canvi LAPB només amb una, la balancejada; fa servir un tipus balancejada asíncrona.